# Ryolit
Ryolit (liparit) je výlevná vyvřelá hornina s podstatným množstvím křemene. Představuje výlevný ekvivalent hlubinné žuly. Barvu může mít různou. Nejčastěji bývá bělavý, šedavý, růžový až červený a někdy i zelenkavý. Zvětralý nabývá odstínů červené. Má porfyrickou strukturu a velmi vysoký obsah SiO2 (více než 70 %). Minerální složení tvoří křemen, alkalické živce a plagioklasy. Akcesorickými minerály jsou biotit a pyroxeny.
Ryolit je výlevný ekvivalent plutonických granitů. Ryolitové magma je značně viskózní, s teplotou okolo 700 až 850 °C. Často dochází k explozívním erupcím a spékání vyvrženého materiálu (ingimbrity). Ryolitová láva také často krystalizuje ve formě různých vulkanických skel, bez přítomnosti okem pozorovatelných vyrostlic minerálů. Ryolit, případně méně kyselé horniny – dacit, ryodacit (horniny s menším obsahem SiO2), se často vyskytuje jako produkt vulkanické činnosti, probíhající na konvergentních okrajích litosférických desek.
V přírodě tvoří ryolity kupy, proudy, časté jsou ve vulkanických brekciích, ignimbritech nebo tufech i jako vulkanická skla (obsidián, smolek, pemza), vznikají ve finální fázi vulkanické činnosti.
Ryolity jsou porfyrické horniny s jemnozrnnou, celistvou, někdy i sklovitou základní hmotou. Vyrostlice nabývají obvykle několikamilimetrových velikostí. Může je tvořit křemen i živce.
Předterciérní ryolity jsou ve starší literatuře označovány jako paleoryolit nebo křemenný porfyr. Zastaralé označení liparit nesla hornina podle výskytu v oblasti Liparských ostrovů. Termín ryolit zavedl v roce 1861 F. von Richthofen podle řeckého výrazu rheo – téct.

## Složení
V podstatném množství je zastoupen křemen, draselný živec i plagioklas. Z tmavých součástí bývá přítomen biotit, ale někdy i amfibol či pyroxen.

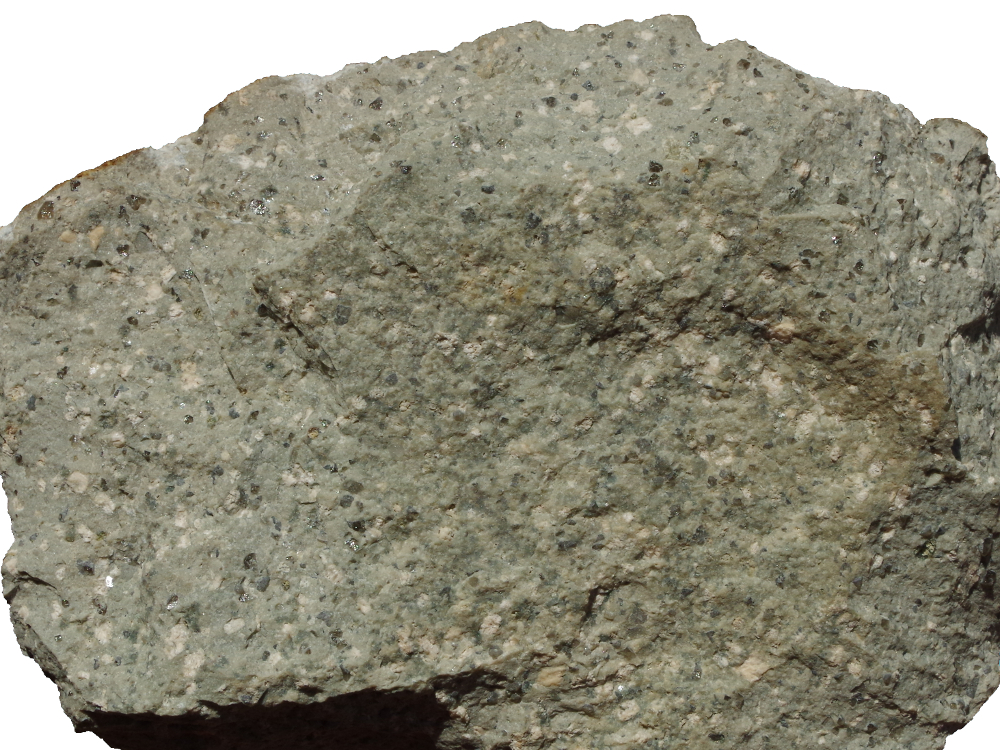
Ryolit (Těškov)

## Výskyt
Díky značné viskozitě magmatu tvoří jen krátké proudy a vytlačené kupy. Na území České republiky se ryolity vyskytují v Krušných horách okolo Teplic, v Podkrkonoší, okolo Broumova, Lovosic, na Rokycansku i jinde.